# Данбери (Њу Хемпшир)
Данбери (енгл. Danbury) град је у америчкој држави Њу Хемпшир. Према попису из 2020. године има 1.250 становника.